# Hašek (priimek)
Hašek je priimek več oseb:
- Dominik Hašek (*1965), češki hokejist
- Jaroslav Hašek (1883—1923), češki pisatelj
- Ivan Hašek (*1963), češki nogometaš in trener
- Ivan Hašek (mlajši) (*1987), češki nogometaš
- Martin Hašek - češki nogometaš in trener